# Imperialismo: Fase Superior do Capitalismo
Imperialismo: Fase Superior do Capitalismo, também traduzido como O Imperialismo: Fase Superior do Capitalismo e ainda Imperialismo, Estágio Superior do Capitalismo (1917) é um livro escrito por Vladimir Lênin que descreve a função do capital financeiro em gerar lucros no colonialismo imperial, como a fase final do capitalismo de desenvolvimento para garantir maiores lucros. O ensaio é uma síntese das modificações de Lênin e desenvolvimentos econômicos teorias que Karl Marx formuladas em O Capital (1867) e mesmo de apontamentos de Friedrich Engels.

## Influência intelectual

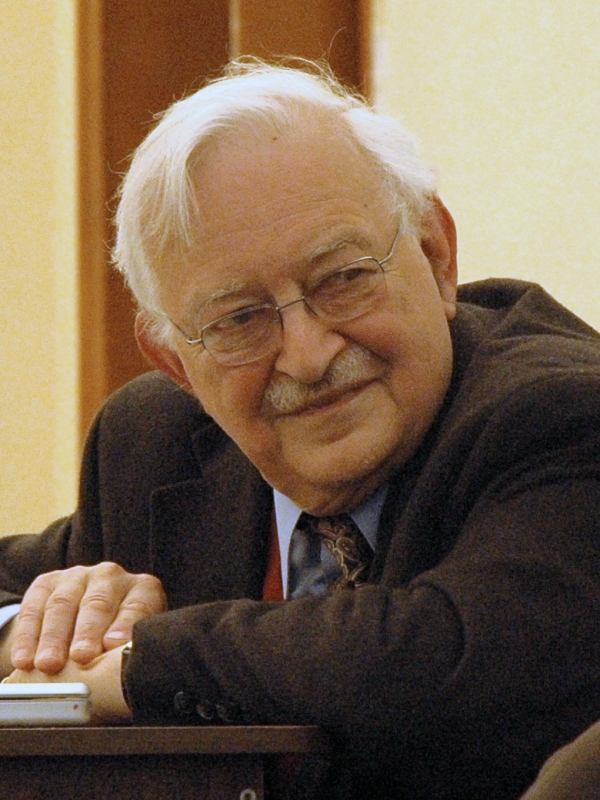
Immanuel Wallerstein, um expoente do sistema de Divisão do trabalho mundial. (2008).

O modelo de exploração capitalista global, desenvolvida por Lênin no início do século XX, exerceu muita influência intelectual sobre a teoria do sistema-mundo, pelo cientista social Immanuel Wallerstein, que enfatiza os sistemas de divisão do trabalho mundiais, onde divide o mundo em países centrais, países semi-periferias, e países da periferia. O modelo centro-periferia também influenciou a teoria da dependência, cujos proponentes Raúl Prebisch, André Gunder Frank e Fernando Henrique Cardoso, propõem que o fluxo de recursos naturais dos países-periféricos pobres e subdesenvolvidos a um núcleo de países ricos e desenvolvidos, enriquecendo o último no detrimento do anterior, devido a forma como os países pobres estão integrados à economia global.

## História da publicação
Em 1916, Lênin escreveu O imperialismo: fase superior do capitalismo em Zurique, durante o período de janeiro a junho. O ensaio foi publicado pela primeira vez por Zhzn i, Znaniye Publicações, Petrogrado, em meados de 1917, após a Primeira Guerra Mundial (1914-1918), ele redigiu um novo prefácio para as edições francesa e alemã (06 de julho de 1920), que foi publicado na Internacional Comunista 18 (1921).

### Edições
- Владимир Ленин (1917) Империализм, как Высшая Стадия Капитализма, Петроград: Жизнь и Знание.
- Vladimir Lenin (1948) Imperialism, the Highest Stage of Capitalism, London: Lawrence e Wishart.
- Vladimir Lenin (1979) Imperialismo - Fase Superior do Capitalismo, Global Editora
- Vladimir I. Lenin (2003). O imperialismo: fase superior do capitalismo. São Paulo: Centauro.